# Meylan
Meylan település Franciaországban, Isère megyében. Lakosainak száma 18 790 fő (2022. január 1.). Meylan Saint-Martin-d’Hères, Le Sappey-en-Chartreuse, La Tronche, Biviers, Corenc, Domène, Gières, Montbonnot-Saint-Martin és Murianette községekkel határos.

## Népesség
A település népességének változása:
| Lakosok száma | 6534 | 14 561 | 17 863 | 17 460 | 17 493 | 17 289 | 17 129 | 17 786 | 18 221 | 18 790 |
|               | 1968 | 1982   | 1990   | 2006   | 2013   | 2015   | 2017   | 2019   | 2020   | 2022   |